# 7903 Albinoni
7903 Albinoni eller 1996 HV24 är en asteroid i huvudbältet som upptäcktes den 20 april 1996 av den belgiske astronomen Eric W. Elst vid La Silla-observatoriet. Den är uppkallad efter den italienska kompositören, Tomaso Albinoni.
Asteroiden har en diameter på ungefär 7 kilometer.